# Ian Paisley
Ian Richard Kyle Paisley (6. travnja 1926. – 12. rujna 2014.) bio je političar Demokratske unionističke stranke (koju je i osnovao 1971.) i umirovljeni propovjednik Ulsterske slobodne prezbeterijanske crkve. Bio je prvi prvi ministar Sjeverne Irske od 8. svibnja 2007. do ostavke 5. lipnja 2008.
Također bio je član Europskog parlamenta. 
Bio je jedan od vodećih antikatoličkih aktivista. Svojim prokukatoličkim stavovima je ohrabrivao sektaštvo.

## Vanjske poveznice
|  | Zajednički poslužitelj ima još gradiva o temi Ian Paisley |

- Službena stranica